# Natten och staden
Natten och staden (eng. Night and the City) är en brittisk långfilm från 1950 i regi av Jules Dassin, med Richard Widmark, Gene Tierney, Googie Withers och Hugh Marlowe i rollerna. Filmen bygger på romanen med samma namn av den brittiska författaren Gerald Kersh.

## Handling
Filmen handlar om småbrottsligen Harry Fabian (Richard Widmark) som drömmer om att tjäna de stora pengarna. Den här gången är han övertygad om att han hittat sin chans. Han planerar att ta kontroll över en wrestlingorganisation från promotorn och maffiabossen Kristo (Herbert Lom) genom att influera hans pappa, den fd wrestlingstjärnan  Gregorius (Stanislaus Zbyszko).

## Rollista
| Richard Widmark     | – Harry Fabian          |
| Gene Tierney        | – Mary Bristol          |
| Googie Withers      | – Helen Nosseross       |
| Hugh Marlowe        | – Adam Dunn             |
| Francis L. Sullivan | – Philip Nosseross      |
| Herbert Lom         | – Kristo                |
| Stanislaus Zbyszko  | – Gregorius             |
| Mike Mazurki        | – The Strangler         |
| Charles Farrell     | – Mickey Beer           |
| Ada Reeve           | – Molly the Flower Lady |
| Ken Richmond        | – Nikolas of Athens     |
| Charles Farrell     | – Mickey Beer           |
| Edward Chapman      | – Hoskins               |